# Highland megye (Ohio)
Highland megye az Amerikai Egyesült Államokban, azon belül Ohio államban található. Megyeszékhelye és legnagyobb városa Hillsboro. Lakosainak száma 43 317 fő (2020. április 1.). Highland megye Adams, Pike, Ross, Fayette, Clinton és Brown megyékkel határos.

## Népesség
A megye népességének változása:
| Lakosok száma | 43 606 | 43 446 | 43 047 | 43 299 | 43 026 | 43 317 |
|               | 2010   | 2011   | 2012   | 2013   | 2015   | 2020   |